# TJ Sokol Blovice (fotbal)
TJ Sokol Blovice je fotbalový oddíl z města Blovice, který byl založen 1. ledna 1930. Fotbal se v neorganizované formě hrál v Blovicích již od roku 1925, avšak až v květnu 1929 došlo k založení kroužku pod vedením Josefa Sladkého. První tři roky se hrálo na ploše bývalého tržiště u sokolovny; v roce 1933 se otevřelo nové hřiště na cestě z Blovic do Kamenska. Oddíl se zpět přestěhoval na plochu k sokolovně v roce 1956, kde však již bylo vybudováno funkční fotbalové hřiště.

## Historie názvu
- 1930 – 1945: SK Blovice 1929
- 1945 – ?: Národní sportovní tělovýchovný klub Blovice
- ? – 1969: Spartak Blovice
- 1969 – ?: Sokol Blovice

## Výsledky
| Soutěž                                 | Sezóna    | Umístění                             |
| -------------------------------------- | --------- | ------------------------------------ |
| I.A třída Plzeňského kraje             | 1996/1997 | 2. místo                             |
| ...                                    |           |                                      |
| I.A třída Plzeňského kraje             | 2004/2005 | ▲ 2. místo, postup do vyšší soutěže  |
| Přebor Plzeňského kraje                | 2005/2006 | ▼ 15. místo, sestup do nižší soutěže |
| I.A třída Plzeňského kraje             | 2006/2007 | 7. místo                             |
| I.A třída Plzeňského kraje             | 2007/2008 | 5. místo                             |
| I.A třída Plzeňského kraje             | 2008/2009 | ▼ 14. místo, sestup do nižší soutěže |
| I.B třída Plzeňského kraje             | 2009/2010 | ▲1. místo, postup do vyšší soutěže   |
| I.A třída Plzeňského kraje             | 2010/2011 | 12. místo                            |
| I.A třída Plzeňského kraje             | 2011/2012 | ▼ 12. místo, sestup do nižší soutěže |
| I.B třída Plzeňského kraje             | 2012/2013 | ▼ 13. místo, sestup do nižší soutěže |
| II. třída okresu Plzeň-jih             | 2013/2014 | ▲1. místo, postup do vyšší soutěže   |
| I.B třída Plzeňského kraje             | 2014/2015 | ▼ 12. místo, sestup do nižší soutěže |
| II. třída okresu Plzeň-jih             | 2015/2016 | ▼ 8. místo, sestup do nižší soutěže  |
| III. třída okresu Plzeň-jih            | 2016/2017 | ▲1. místo, postup do vyšší soutěže   |
| II. třída okresu Plzeň-jih             | 2017/2018 | 3. místo                             |
| II. třída okresu Plzeň-jih             | 2018/2019 | ▲ 1. místo, postup do vyšší soutěže  |
| I.B třída Plzeňského kraje - skupina B | 2019/2020 | 8. místo                             |
| I.B třída Plzeňského kraje - skupina B | 2020/2021 |                                      |